# Plaque dentaire
 (janvier 2018).
Si vous disposez d'ouvrages ou d'articles de référence ou si vous connaissez des sites web de qualité traitant du thème abordé ici, merci de compléter l'article en donnant les références utiles à sa vérifiabilité et en les liant à la section « Notes et références ».

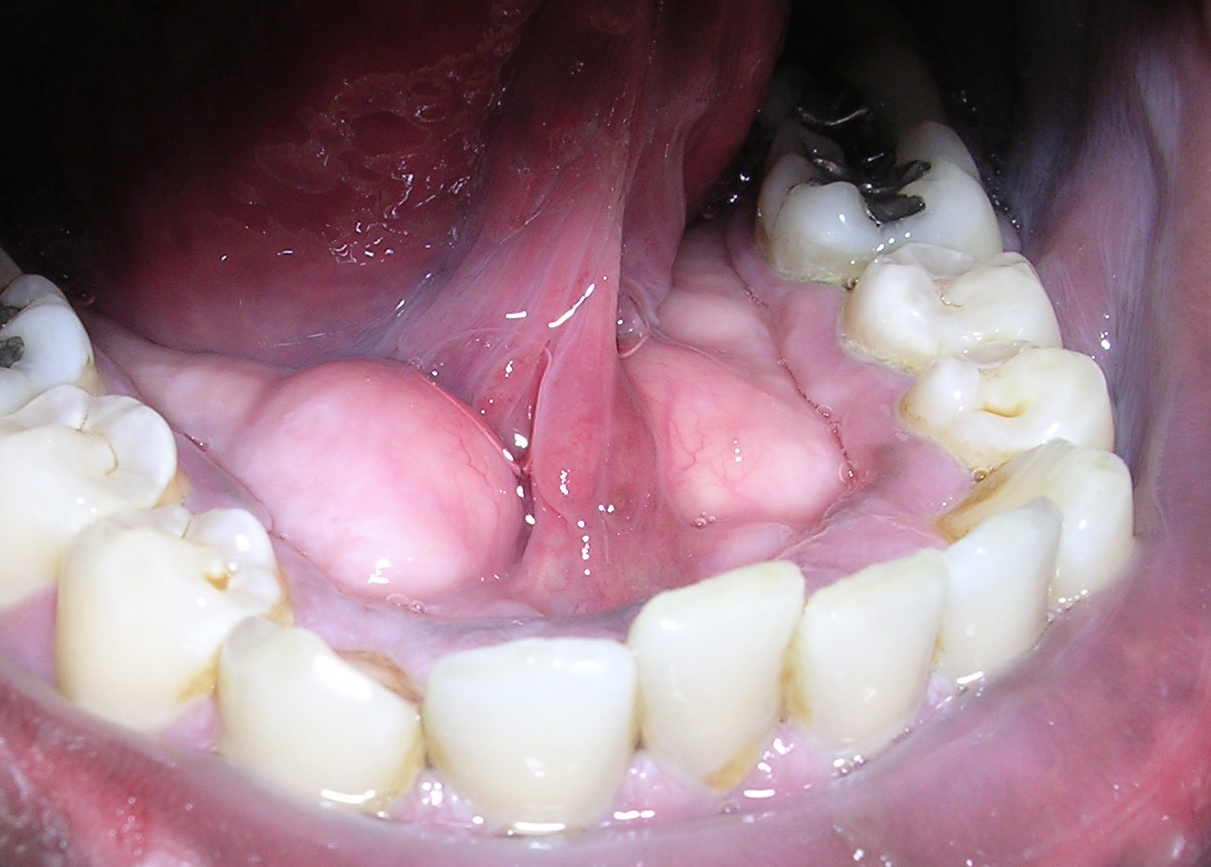
Plaque dentaire.

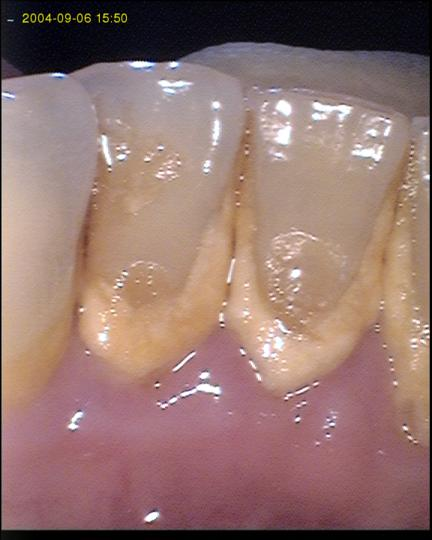
Le biofilm de la plaque dentaire peut former de véritables concrétions (tartre dentaire), plus épaisses près de la gencive.

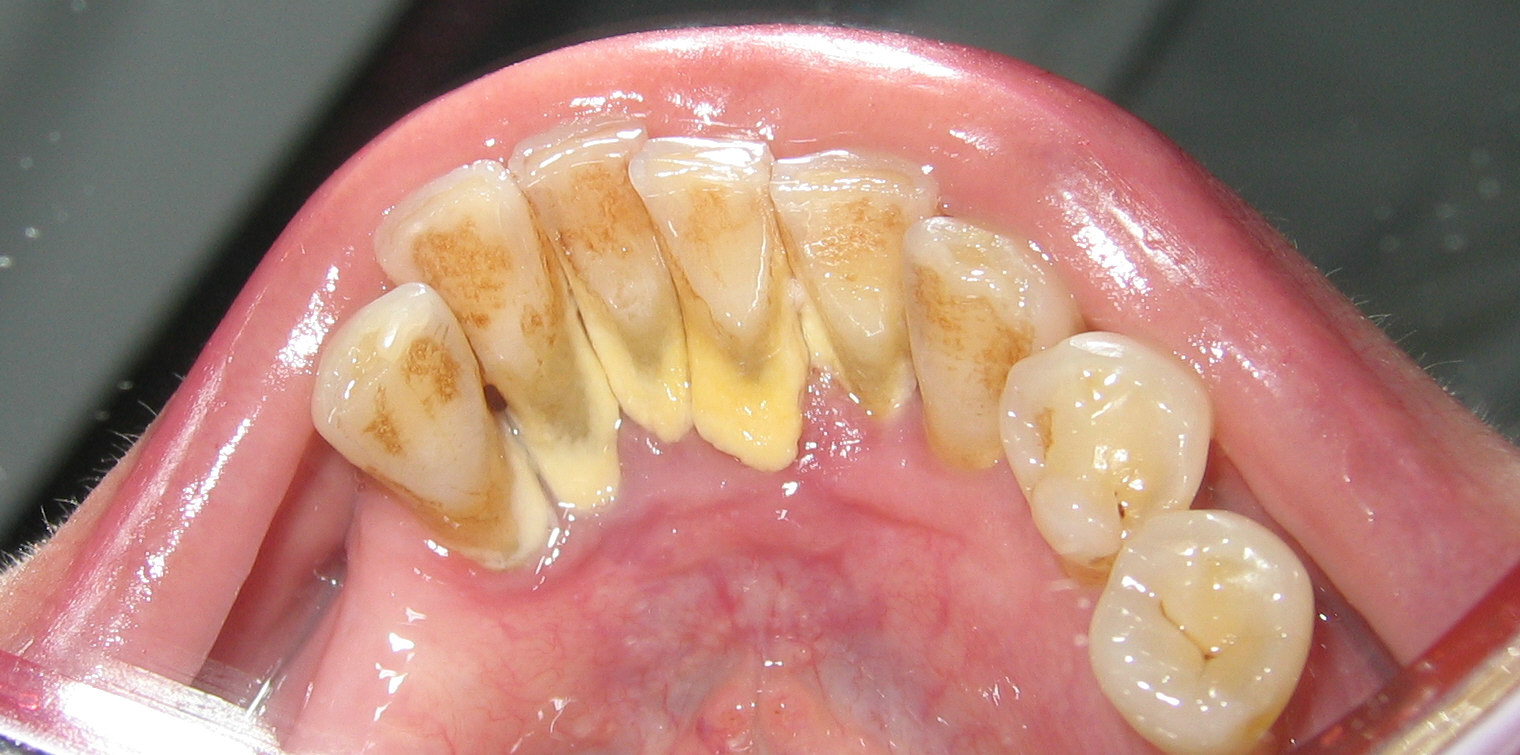
Plaques dentaires d’épaisseur différentiée selon les dents.

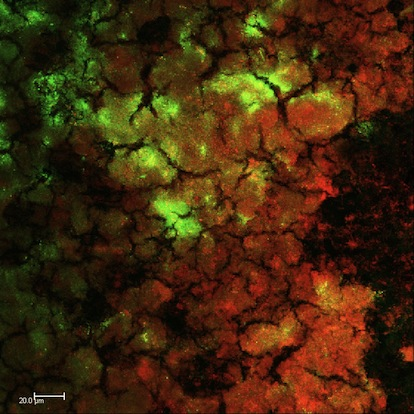
Biofilm développé sur la dentine, ici traité à la chlorhexidine (photographie après 5 minutes).

La plaque dentaire bactérienne est une substance blanchâtre qui se dépose à la surface de la dent. Elle est essentiellement constituée de protéines salivaires, d'aliments (sucres et acide), de bactéries et des toxines sécrétées par ces dernières[réf. nécessaire].

## Origine
De nombreuses bactéries sont présentes habituellement en bouche et se déposent continuellement à la surface des dents, par adsorption. La pellicule exogène acquise (PEA) est la première étape de formation de la plaque dentaire. C'est un substrat d'origine salivaire (protéines) qui se forme quelques minutes après le brossage. Elle comporte des récepteurs reconnus par les adhésines bactériennes. Puis des bactéries dites pionnières (appartenant principalement au genre Streptocoque du groupe mitis et genre Actinomyces du groupe naeslundi et odontolyticus) adhèrent de manière irréversible à cette PEA. Ces bactéries aérobies ou anaérobies facultatives forment des microcolonies. Puis secondairement d’autres bactéries anaérobies strictes viennent s'y fixer (Fusobacterium nucleatum, Porphyromonas gingivalis, Veillonella parvula (en), Prevotella nigrescens (en)…), grâce à des phénomènes d’adhérence interbactérienne, de manière homotypique (entre bactéries de même espèce) ou de manière hétérotypique (entre bactéries d'espèces différentes). Toutes ces bactéries vont produire une matrice organique qui va les protéger du milieu extérieur. Une véritable dynamique s'installe, si aucune action mécanique (brossage dentaire) ne vient contrarier son développement. La plaque évolue en trois dimensions avec augmentation de sa résistance.
Progressivement la plaque dentaire se minéralise, en incorporant des sels de phosphate de calcium d'origine salivaire. Ceci donne naissance au tartre. Tout dentifrice ou antiseptique devient inefficace en présence d'une couche épaisse et consolidée de plaque dentaire ou en présence de dépôts de tartre.
La seule action mécanique de la brosse à dents ne peut éliminer la plaque dentaire. Un détartrage, manuel ou ultrasonique, est nécessaire pour éliminer le tartre.

## Élimination
Le but du brossage des dents est d'éliminer cette plaque dentaire (entre autres). Il faut l'éliminer au fur et à mesure de sa formation. Il ne doit persister aucun dépôt sur les dents à la fin du brossage : une dent propre est aussi lisse qu'un miroir. Donc, la pointe de la langue glissée en douceur à la surface des dents peut facilement vérifier si toutes les dents sont parfaitement propres (lisses comme un miroir) ou encore granuleuses (persistance de plaque dentaire). On peut s'aider d'un révélateur de plaque, qui consiste en un rinçage buccal avec un colorant sous forme liquide ou de pastille, réagissant au contact de celle-ci et qui révèle ainsi les emplacements où la plaque dentaire subsiste après le brossage en permettant de corriger sa technique car il met en évidence les zones oubliées ou négligées. Certains révélateurs de plaque colorent l’ancienne plaque d'une couleur et celle nouvellement formée d'une autre, désignant plus spécifiquement les endroits complètement ignorés par le brossage.

## Maladies
La plaque dentaire est un biofilm surtout composé de Streptococcus mutans, Streptococcus sobrinus et Lactobacillus spp (Selwitz, 2007), qui, en cas de déséquilibre écologique de l'« écosystème buccal », devient responsable de la plupart des maladies parodontales et de la carie dentaire. Dans ce cas ce déséquilibre se fait entre la matière dentaire minérale et les biofilms bactériens de la cavité buccale et de la plaque dentaire. Ces bactéries sont protégées dans leur biofilm, mais en tant que corps étrangers à l'organisme - quand elles entrent en contact avec le sang ou les cellules immunitaires, elles activent normalement une défense immunitaire ; c'est la gingivite, qui peut évoluer en parodontite si la source de l'infection n'est pas traitée.

En cas de déficit immunitaire, l'infection se fait plus facilement et plus rapidement.